# Agente G
Agente G foi um seriado infantil da RecordTV criado e estrelado pelo ator Gérson de Abreu, exibida entre 24 de abril de 1995 e 6 de junho de 1997.

## Premissa
A série contava as aventuras do Agente G interpretado por Gérson de Abreu, membro da organização G.E.L.O. (Grupo Especial pela Lei e a Ordem), contra os planos da C.O.I.S.A. (Central Odiosa de Inimigos Safados e Abomináveis), uma organização do mal. Todos os outros membros da G.E.L.O. moram em sua geladeira, sendo todos vegetais ou outro tipo de alimento.
Cada episódio trazia uma história básica do Agente G contra as atividades da C.O.I.S.A.. Apesar de que a grande maioria das histórias continha lições de moral, o teor pedagógico se concentrava em quadros educativos com grande conteúdo humorístico que eram exibidos ao longo dos episódios. O programa também continha séries e desenhos animados.

## Personagens

### G.E.L.O. (Grupo Especializado pela Lei e Ordem)
- Agente G (Gérson de Abreu) - o personagem central, bonachão e glutão.
- Mestre Iodo (manipulado por Fernando Gomes) - o guru do Agente G. Apesar de sábio, é meio atrapalhado. É uma paródia do Mestre Yoda da franquia Star Wars, o que fica claro pelo nome e pela aparência física bem como pelo jeito de falar característico de Yoda.
- Repolho (manipulado por Cláudio Chakmati)
- Salsinha (manipulada por (Fernando Gomes)
- Leite (manipulado por Álvaro Petersen Jr.)
- Refri (manipulado por Cláudio Chakmati)
- Coco (manipulado por Wesley Crespo)
- Gela Tina (manipulada por Álvaro Petersen Jr.)
- Bárbara (Silvana Teixeira)

### C.O.I.S.A. (Central Odiosa dos Inimigos Safados e Abomináveis)
- Brígida (Silvana Teixeira)
- Gina (Helen Helene)
- Nefasto (Álvaro Petersen Jr.)
- Sinistro (Cláudio Chakmati)
- Soturno (Wesley Crespo)
- Corvo Edgar Alan Poe (dublado por Fernando Gomes)

### Outros personagens
- Prof. Le Bobô (manipulado por Fernando Gomes)
- Prof. Le Chatô (manipulado por Helen Helene)
- Homem Jerimum (manipulado por Fernando Gomes)
- "Seo" Ciço (manipulado por Fernando Gomes)
- Arquibaldo (manipulado por Fernando Gomes)
- Emereciana (manipulado por Álvaro Petersen Jr.)
- Leonardo (Álvaro Petersen Jr.)

## Equipe criativa
- Roteiro: Rosana Rios, Lúcia Tulchinski e Andréa Egídio
- Direção: Celso Exell, Arlindo Pereira, José Amâncio e Fernando Gomes
- Tema de abertura: Álvaro Petersen Jr. e Daniel Carlomagno

## Prêmios
O programa ganhou em 1997 o prêmio de melhor programa infantil pela APCA (Associação Paulista dos Críticos de Arte).

## Séries e desenhos animados
- O Mundo de Beakman, versão brasileira Dublavídeo e exibido pela TV Cultura;
- Zorro;
- O Gato Félix;
- Faisca e Fumaça (exibido pela Rede Globo);
- Bill Body;
- Beetlejuice (exibido pelo SBT);
- Supermouse (exibido pela Rede Globo);
- Snoopy ;
- Garfield;
- Superman (exibido pelo SBT).